# Brillion (hrabstwo Calumet)
Brillion – miejscowość w Stanach Zjednoczonych, w stanie Wisconsin, w hrabstwie Calumet.